# Донбаська державна машинобудівна академія

Герб

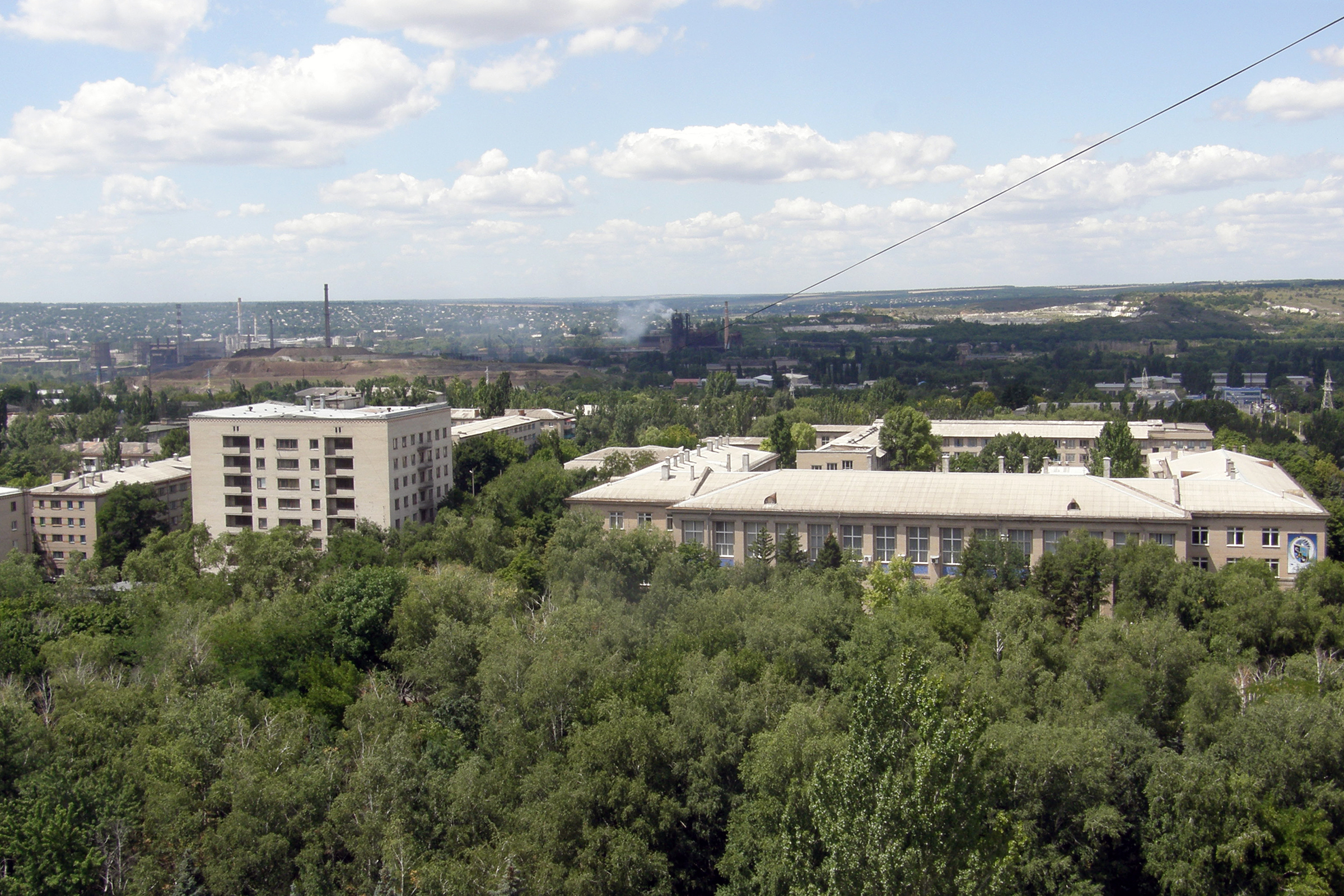
кампус ДДМА

Донба́ська держа́вна машинобудівна́ акаде́мія (ДДМА) — заклад вищої освіти IV рівня акредитації. Розташована в Краматорську, Донецька область, Україна. Станом на січень 2008 року складається з 6 факультетів. В Академії навчаються 13,5 тисяч студентів за 14 напрямами й 20 спеціальностями технічного й економічного профілів, а також 84 аспіранти. Викладання ведуть 21 професор, 21 доктор наук і 510 викладачів.
До складу ДДМА входять Машинобудівний коледж (Краматорськ) і Дружківський технікум.
У 2022 році, у зв'язку з російським вторгненням до України, Донбаська державна машинобудівна академія була переміщена до Тернополя.

## Факультети
- Факультет автоматизації машинобудування
- Факультет інтегрованих технологій і обладнання
- Машинобудівний факультет
- Факультет економіки та менеджменту

## Історія

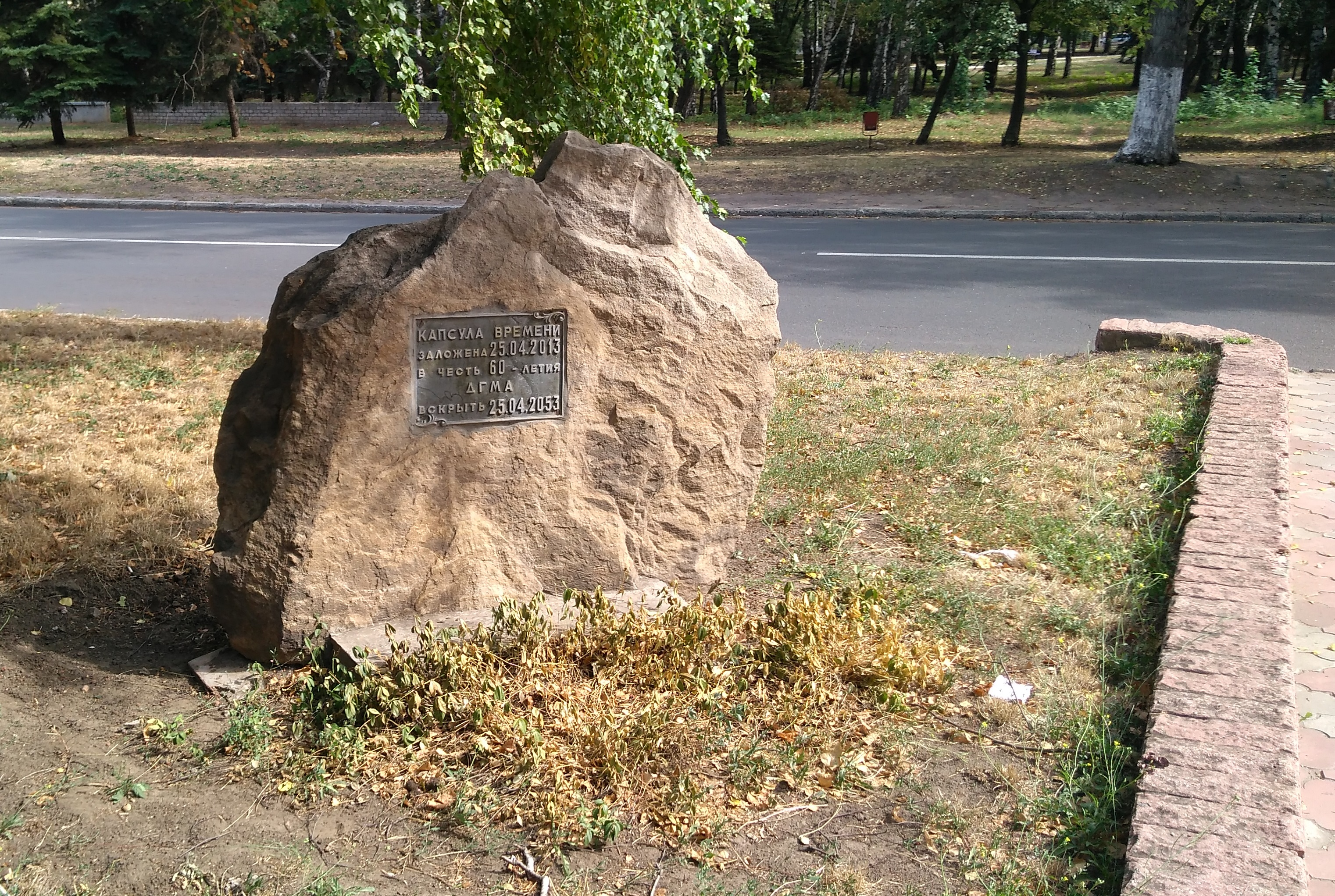
Колба часу закладена у 2013 році з нагоди шестидесятиріччя ДДМА

2 грудня 1952 — у Краматорську наказом Ради міністрів СРСР створено вечірній філіал Донецького індустріального інституту.
1 вересня 1953 — відкриття інституту.
1960 — на базі факультету створено Краматорський вечірній індустріальний інститут.
1963 — інститут реорганізовано в Краматорський індустріальний інститут (КІІ), розташований у 2 корпусах на вулиці Лазо (нині 5й корпус).
1965 — збудовано нову корпус на вулиці Шкадінова (1й корпус).
1966—1978 — будівництво 2, 3 і 4го корпусів, трьох гуртожитків, спорткомплексу та їдальні. Побудовано 2 бази відпочинку «Тиша» і «Промінь» у лісах Сіверського Дінця.
1965 — відкрито аспірантуру.
1990 — розпочато навчання фахівців економічного профілю.
1994 — Краматорський індустріальний інститут перейменовано в Донбаську державну машинобудівну академію.
1997 — до складу Академії ввійшли Краматорський машинобудівний коледж і Дружківський технікум.
Вересень 2003 — на місті перебудованої їдальні відкрито 6й корпус.
Вересень 2005 — Академія перейшла на навчання за Болонською системою.
2022 — у зв'язку з російським вторгненням до України, академія була переміщена до Тернополя.

## Ректори
- 1952 — 1954 — Борзий Микола Григорович (директор філіалу)
- 1955 — 1960 — Жученко Микола Трохимович (директор філіалу)
- 1960 — 1962 — Малєєв Георгій Васильович
- 1962 — 1970 — Єжов Григорій Іванович
- 1971 — 1972 — Філіпов Володимир Михайлович
- 1972 — 1975 — Чертков Веніамін Кузьмич
- 1975 — 1987 — Соколов Лев Миколайович
- 1988 — 1989 — Турчанін Анатолій Григорович
- 1989 — 2003 — Потапкін Віктор Федорович
- 2003 — 2014 — Федорінов Володимир Анатолійович
- з 2014 року по тепер — Ковальов Віктор Дмитрович